# کورمان (آلکسیناتس)
کورمان (به صربی: Korman) یک منطقهٔ مسکونی در صربستان است که در الکسیناتس واقع شده‌است. کورمان ۷۷۳ نفر جمعیت دارد.